# 望月俊男
望月 俊男（もちづき としお、1977年 - ）は、日本の教育学者（教育工学）。学位は、博士（学術）（総合研究大学院大学・2004年）。早稲田大学人間科学学術院准教授。

## 来歴

### 生い立ち
1977年生まれ。芝高等学校卒業後、慶應義塾大学環境情報学部に入学。同学部では知識情報コースに在籍し、在学中にSFC AWARDを受賞した。大学卒業後は、同大学の大学院に進学し修士課程を修了した。
大学院修了後は、総合研究大学院大学大学院文化科学研究科メディア社会文化専攻に進学。博士後期課程を早期修了した。取得した学位は、それぞれ学士（環境情報学）（慶應義塾大学・2000年）、修士（政策・メディア）（慶應義塾大学・2002年）、博士（学術）（総合研究大学院大学・2004年）の3つとなる。博士論文の題は「コンピュータを利用した協調学習における議論の支援に関する研究」。

### 研究者として
総合研究大学院大学在学中より、東京工科大学メディア学部にて非常勤の演習講師を務めていた。その後、メディア教育開発センターの研究支援員や日本学術振興会特別研究員を務めた。
2004年、現役大学院生のまま神戸大学に採用され、学術情報基盤センターの教育支援基盤研究部門にて助手を務めた。その間、メディア教育開発センターの共同利用研究員や、青山学院大学総合研究所客員研究員なども兼任した。
2006年、神戸大学を辞し、東京大学大学総合教育研究センターにて寄附研究部門教員として勤務する。その間、メディア教育開発センターの客員助教授や客員准教授なども兼任した。2007年より、東京大学教養学部に転じ講師に就任した。
2008年、東京大学教養学部講師を辞し、専修大学ネットワーク情報学部の講師に就任した。なお、東京大学においては、大学総合教育研究センターの特任准教授として籍を残している。そのほか、青山学院大学のヒューマンイノベーション研究センターにて客員研究員を務めている。
2024年、早稲田大学人間科学学術院准教授に就任。

## 研究
研究分野は工学の中でも情報工学であり、教育学とも関わりの深い教育工学を専門とする。教育学や学習科学といった分野で研究を続けており、特にコンピュータを用いた協調学習の支援や、高等教育においての情報通信技術を応用した学習環境の構築、および、評価に取り組んでいる。東京大学の教育環境の改善を目指して同大学の教育企画室が推進する「東京大学教育環境リデザインプロジェクト」にもスタッフとして参画しており、情報通信技術の活用などを図っている。

## 略歴
- 1996年3月 - 芝高等学校卒業
- 1996年4月 - 慶應義塾大学環境情報学部入学
- 2000年3月 - 慶應義塾大学環境情報学部卒業
- 2000年4月 - 慶應義塾大学大学院政策・メディア研究科修士課程入学
- 2002年3月 - 慶應義塾大学大学院政策・メディア研究科修士課程修了
- 2002年4月 - 総合研究大学院大学大学院文化科学研究科博士後期課程入学
- 2002年4月 - 東京工科大学メディア学部演習講師
- 2002年6月 - メディア教育開発センター研究支援員
- 2003年4月 - 日本学術振興会特別研究員
- 2004年4月 - 神戸大学学術情報基盤センター助手
- 2004年9月 - 総合研究大学院大学大学院文化科学研究科博士後期課程早期修了
- 2004年11月 - メディア教育開発センター共同利用研究員
- 2005年6月 - 青山学院大学総合研究所客員研究員
- 2006年4月 - 東京大学大学総合教育研究センター寄附研究部門教員（客員助教授）
- 2006年6月 - メディア教育開発センター客員助教授
- 2007年4月 - 東京大学大学総合教育研究センター寄附研究部門教員（客員准教授）
- 2007年4月 - メディア教育開発センター客員准教授
- 2007年10月 - 東京大学教養学部講師
- 2008年4月 - 専修大学ネットワーク情報学部講師
- 2008年4月 - 東京大学大学総合教育研究センター特任准教授
- 2008年4月 - 青山学院大学ヒューマンイノベーション研究センター客員研究員
- 2008年5月 - メディア教育開発センター客員准教授
- 2013年4月 - 専修大学ネットワーク情報学部准教授
- 2024年4月 - 早稲田大学人間科学学術院准教授

## 賞歴
- 2000年3月 - SFC AWARD
- 2004年9月 - 日本教育工学会研究奨励賞
- 2005年9月 - 日本教育工学会論文賞
- 2008年8月 - 日本科学教育学会論文賞

## 著作

### 共著
- 望月俊男稿「マルチメディアによる学習の変化」「情報収集とネットワーク」「コラム・記録・再生が容易なマルチメディア」坂本辰朗ほか編集委員『新教育事典』勉誠出版、2002年、296-308頁。ISBN 9784585060406
- 望月俊男稿「利用者アンケートによるiii onlineの評価」中原淳・西森年寿編著『eラーニング・マネジメント――大学の挑戦』オーム社、2003年、105-126頁。ISBN 9784274946776
- 望月俊男稿「iViewer――コミュニティの中のワタシが見える」中原淳・西森年寿編著『eラーニング・マネジメント――大学の挑戦』オーム社、2003年、187-190頁。ISBN 9784274946776
- 望月俊男・鈴木真理子・中原淳稿「科学に対する理解と探究心を育む協調学習支援システム」木村捨雄・東原義訓編著『確かな学力を育てるITの先進的な教育利用』東洋館出版社、2004年、46-52頁。ISBN 9784491020198
- 望月俊男稿「ITと外国語教育――スペイン語セクション」平高史也・古石篤子・山本純一編『外国語教育のリ・デザイン――慶應SFCの現場から』慶應義塾大学出版会、2005年、184-190頁。ISBN 9784766411935
- 安村通晃・重松淳・望月俊男・國枝孝弘稿「IT・マルチメディアを活かした外国語学習の歩み」平高史也・古石篤子・山本純一編『外国語教育のリ・デザイン――慶應SFCの現場から』慶應義塾大学出版会、2005年、184-190頁。ISBN 9784766411935
- 望月俊男稿「議論を通して学ぶ――Computer Supported Collaborative Learning」山内祐平編『デジタル教材の教育学』東京大学出版会、2010年、41-58頁。ISBN 9784130520799
- 望月俊男稿「能動的な学びを促進するスタジオ型教室」山内祐平編著、林一雅ほか執筆『学びの空間が大学を変える――ラーニングスタジオ, ラーニングコモンズ, コミュニケーションスペースの展開』ボイックス、2010年、46-75頁。ISBN 9784938789275

### 翻訳
- ジョシュ・バーシン著、松田岳士ほか訳『ブレンディッドラーニングの戦略――eラーニングを活用した人材育成』東京電機大学出版局、2006年。ISBN 9784501540906

## 関連人物
- 尾澤重知
- 木村捨雄
- 中原淳